# フリースタイルスキー・ワールドカップ 2000-2001
フリースタイルスキー・ワールドカップ 2000-2001は2000年8月12日から2001年3月11日まで開催された22シーズン目となるフリースタイルスキー・ワールドカップである。

## 競技種目
アクロ（AC）が廃止され、エアリアル（AE）、モーグル（MO）、デュアルモーグル（DM）の3種目が行なわれた。ただし、デュアルモーグルは3戦に満たない為、総合順位は未決定である。また、ニュースクール系のビッグエア（BA）とクォーターパイプ（NS）の種目も将来的に加える予定として、エキシビジョン戦が行われた。

## 日程
| 年     | 月日                                        | 種目 | 開催地           | 優勝者                   | 優勝者               |
| 年     | 月日                                        | 種目 | 開催地           | 男子                     | 女子                 |
| ------ | ------------------------------------------- | ---- | ---------------- | ------------------------ | -------------------- |
| 2000年 | 8月12日                                     | AE   | マウント・ブラー | エリック･ベルゴースト    | ジャッキー・クーパー |
| 2000年 | 8月13日                                     | AE   | マウント・ブラー | エリック･ベルゴースト    | ジャッキー・クーパー |
| 2000年 | 12月2日                                     | AE   | ブラッコム       | ジョー・パック           | アラ・チュペール     |
| 2000年 | 12月3日                                     | BA   | ブラッコム       |                          |                      |
| 2000年 | 12月14日                                    | MO   | ティーニュ       | ヤンネ・ラハテラ         | カーリー・トロー     |
| 2000年 | 12月15日                                    | NS   | ティーニュ       |                          |                      |
| 2001年 | 1月6日                                      | AE   | ディアバレー     | ニコラス・フォンティーン | エベリネ・ルー       |
| 2001年 | 1月7日                                      | MO   | ディアバレー     | ミッコ・ロンカイネン     | ハンナ・ハーダウェイ |
| 2001年 | 1月12日                                     | MO   | モントランブラン | ヤンネ・ラハテラ         | カーリー・トロー     |
| 2001年 | 1月13日                                     | AE   | モントランブラン | ニコラス・フォンティーン | アラ・チュペール     |
| 2001年 | 1月13日                                     | NS   | モントランブラン |                          |                      |
| 2001年 | 1月16日から1月21日 世界選手権ウィスラー大会 |      |                  |                          |                      |
| 2001年 | 1月27日                                     | AE   | サンデーリバー   | ドミトリー・ダシンスキー | ジャッキー・クーパー |
| 2001年 | 1月27日                                     | NS   | サンデーリバー   |                          |                      |
| 2001年 | 1月28日                                     | MO   | サンデーリバー   | トラビス・ラモス         | カーリー・トロー     |
| 2001年 | 2月3日                                      | MO   | 猪苗代町         | ヤンネ・ラハテラ         | カーリー・トロー     |
| 2001年 | 2月3日                                      | NS   | 猪苗代町         |                          |                      |
| 2001年 | 2月10日                                     | DM   | 飯綱高原         | ステファン・ローション   | タミ・ブラッドリー   |
| 2001年 | 2月11日                                     | MO   | 飯綱高原         | ミッコ・ロンカイネン     | カーリー・トロー     |
| 2001年 | 3月8日                                      | BA   | ヒモス           |                          |                      |
| 2001年 | 3月10日                                     | AE   | ヒモス           | アレクセイ・グリチン     | 徐囡囡               |
| 2001年 | 3月11日                                     | DM   | ヒモス           | 中止                     | 中止                 |
| 2001年 | 3月11日                                     | MO   | ヒモス           | トビー・ドーソン         | ハンナ・ハーダウェイ |

## 総合成績

### オーバーオール
| 順位 | 名前                  | ポイント |
| ---- | --------------------- | -------- |
| 1位  | ミッコ・ロンカイネン  | 92       |
| 2位  | エリック･ベルゴースト | 91       |
| 3位  | ジョー・パック        | 90       |

| 順位 | 名前                 | ポイント |
| ---- | -------------------- | -------- |
| 1位  | ジャッキー・クーパー | 98       |
| 2位  | カーリー・トロー     | 97       |
| 3位  | アラ・チュペール     | 94       |

### エアリアル
全7戦が行なわれた。有効ポイント制により7戦中の5戦（75％）が有効で、ポイントは500点満点となる。男子は6年ぶりにアメリカの選手が総合優勝した。女子はジャッキー・クーパーが史上2人目の3連覇を果たした。
| 順位 | 名前                     | ポイント |
| ---- | ------------------------ | -------- |
| 1位  | エリック･ベルゴースト    | 456      |
| 2位  | ジョー・パック           | 452      |
| 3位  | ドミトリー・ダシンスキー | 444      |

| 順位 | 名前                 | ポイント |
| ---- | -------------------- | -------- |
| 1位  | ジャッキー・クーパー | 492      |
| 2位  | アラ・チュペール     | 468      |
| 3位  | 徐囡囡               | 444      |

### モーグル
全7戦が行なわれた。有効ポイント制により7戦中の5戦が有効で、ポイントは500点満点となる。男子はミッコ・ロンカイネンが総合優勝してフィンランド勢の3連覇となった。女子は8年ぶりにノルウェーの選手が総合優勝した。
| 順位 | 名前                             | ポイント |
| ---- | -------------------------------- | -------- |
| 1位  | ミッコ・ロンカイネン             | 460      |
| 2位  | ヤンネ・ラハテラ                 | 448      |
| 3位  | ピエール＝アレキサンダー・ルソー | 440      |

| 順位 | 名前                 | ポイント |
| ---- | -------------------- | -------- |
| 1位  | カーリー・トロー     | 484      |
| 2位  | 上村愛子             | 444      |
| 3位  | ハンナ・ハーダウェイ | 440      |